# Вреча (Салерно)
Вреча је насеље у Италији у округу Салерно, региону Кампанија.
Према процени из 2011. у насељу је живело 37 становника. Насеље се налази на надморској висини од 208 м.